# Leucin
Leucin (Leu, L) je esencijalna (ljudsko telo je ne može sintetizovati) aminokiselina. Leucin je hidrofobna aminokiselina i izomer je izoleucina.
(CH3)2CHCH2CHNH2COOH 

2-amino-4-metil-pentatonska kiselina.
Leucin nalazimo u mnogim prehrambenim proizvodima kao što su: mlečni proizvodi, teletina, svinjetina, piletina i lisnato povrće.

## Literatura
- Кораћевић, Даринка; Бјелаковић, Гордана; Ђорђевић, Видосава. Биохемија. савремена администрација. ISBN 978-86-387-0622-8.

## Spoljašnje veze
- Bionet škola Архивирано на веб-сајту  (2. март 2014)
- Mediji vezani za članak Leucin na Vikimedijinoj ostavi